# Seodaemun (métro de Séoul)
Pour les articles homonymes, voir Seodaemun (homonymie).
Seodaemun est une station sur la ligne 5 du métro de Séoul, dans l'arrondissement de Jongno-gu.